# Stazione di Condove-Chiusa San Michele
Stazione di Condove-Chiusa San Michele vasútállomás Olaszországban, Chiusa di San Michele településen.

## Vasútvonalak
Az állomást az alábbi vasútvonalak érintik:
- Torino–Modane-vasútvonal

## Kapcsolódó állomások
A vasútállomáshoz az alábbi állomások vannak a legközelebb:
- Stazione di Sant'Antonino-Vaie (Stazione di Susa, Line SFM3)
- Stazione di Sant’Ambrogio (Stazione di Torino Porta Nuova, Line SFM3)